# Dammuferfluss
Ein Dammuferfluss (auch Dammfluss genannt) ist ein Fluss, dessen Ufer von natürlichen Dämmen gebildet werden. Durch fortwährende Ablagerung von Sedimenten (auch im Uferbereich) erhöht der Fluss ständig die Aufschüttung seines Bettes und fließt in selbstgeschaffenen Bahnen über dem Niveau der Flussaue. Die Uferdämme bewirken, dass Nebenflüsse längere Strecken parallel fließen, bevor sie schließlich entweder in den Fluss oder parallel zu diesem ins Meer münden.
Wenn ein Uferwall bricht (z. B. nach Hochwassern), entsteht ein Nebenarm in den tieferen Bereichen, bis auch diese mit Sediment gefüllt sind. Abhängig von der Höhe der Uferwälle können so auch Dammuferseen entstehen, welche häufig vermooren. Verzweigte Dammuferflüsse werden meist als anastomosierende Flüsse bezeichnet.
Heute verhindern künstliche Dämme größtenteils, dass diese Flüsse zu Hochwasserzeiten aus ihren Betten treten.
Beispiele für Dammuferflüsse:
- Huanghe
- Po
- Mississippi River

Beispiele paralleler Nebenflüsse:
- am Oberrhein die Ill, früher auch der Neckar
- im Weichseldelta die Mottlau, vor 1200 auch die Nogat
- im unteren Lechtal die Wertach
- Die Malxe erreicht das Tal der Lausitzer Neiße aus Südwesten, verließ es aber bis ins 20. Jahrhundert wieder durch ein Urstromtal in Richtung Spree, ohne Wasser an die Neiße abzugeben.